# Maria-Christine Zauzich
Maria-Christine Zauzich (* 1944; † 2. August 2009) war eine deutsche Journalistin.
Sie studierte Politikwissenschaften in München und London. Seit den 1970er Jahren war sie für verschiedene Medien journalistisch tätig; ab 1979 als Nachrichtenredakteurin bei der Frankfurter Allgemeinen Zeitung (FAZ); danach zuständig für das Ressort "Theologie und Kirche" in der Wochenzeitung Rheinischer Merkur/Christ und Welt.
Seit 1986 war Zauzich als freie Journalistin in Lateinamerika tätig. Sie lebte seit 1988 ständig in Guatemala und war dort Leiterin der entwicklungspolitischen Initiative Stipendienwerk Guatemala – "Projekt Samenkorn / Proyecto Ija´tz" mit dem Ziel der beruflichen und/oder wissenschaftlichen Qualifizierung junger Mayas.
Maria-Christine Zauzich war Autorin mehrerer Fernsehdokumentationen, Bücher und Studien zu politischen und religiösen Themen. Als freie Mitarbeiterin engagierte sie sich bei Entwicklungsorganisationen, die in Lateinamerika tätig sind.
Maria-Christine Zauzich wurde 2006 das Bundesverdienstkreuz am Bande verliehen.
Maria-Christine Zauzich ertrank am 2. August 2009 in der Nähe des Badeortes Monterrico an der guatemaltekischen Pazifikküste.

## Veröffentlichungen
- Unsere Bischöfe. Die Bischöfe der Bundesrepublik Deutschland und Berlins und ihre Bistümer. München 1986, ISBN 978-3-629-91332-6
- Klaus, Klaus, Nikolaus (mit Illustrationen von Martina Knapp), Annweiler 1989, ISBN 978-3-89857-014-5
- Märtyrer des Friedens: Bischof Juan Gerardi Conedera 1922–1998. Adveniat, Essen 1999, ISBN 3-00-004332-2